# Iglesia de San Juan Bautista (Dáet)
La Iglesia de San Juan Bautista también conocida como la parroquia de San Juan Bautista es una iglesia católica ubicada en Dáet, Camarines Norte, en las Filipinas que fue erigida por los frailes franciscanos en 1611. Es una de la más antiguas de Camarines Norte. El actual párroco es el reverendo monseñor Cezar M. Echano, Jr., actual vicario general de la diócesis de Dáet, nombrado en 2010.
El pueblo de Daet, Camarines Norte fue fundado por los misioneros franciscanos en 1581. Fue abandonado después de algunos años, hasta 1611, cuando Fray. Alonso de Valdemoro, fue nombrado ministro (párroco). La primera iglesia fue dedicada al precursor glorioso, San Juan Bautista, cuya fiesta se celebra el 24 de junio.